# كاثرين فيرغسون فينك
كاثرين فيرغسون فينك (بالإنجليزية: Kathryn Ferguson Fink)‏ (13 شباط 1917 - 28 آذار 1989) عالمة في الكيمياء الحيوية ذات جنسية أمريكية معروفة بعملها في الطب النووي، وخاصةً في استخدام المميز الإشعاعي في دراسة الاستقلاب. أمضت فينك معظم حياتها المهنية في جامعة كاليفورنيا في لوس أنجلوس، وغالبًا ما كانت تتعاون مع زميلها وزوجها عالم الكيمياء الحيوية روبرت مورغان فينك، وكانت أول حاصلة على الدكتوراه تصبح أستاذة في الطب في الكلية الطبية بجامعة كاليفورنيا. توفيت بعد معاناتها مع مرض السرطان في عام 1989.

## الوظائف الأكاديمية
وظّف وارن أفراد عائلة فلينك في جامعة كاليفورنيا في لوس أنجلوس عندما أصبح عميدًاً لكلية الطب الجديدة آنذاك. بدأت كاثرين ارتياد جامعة كاليفورنيا في عام 1947. كان التعيين الأول لها بروفيسورة طبية مساعدة في قسم الفيزياء الحيوية والطب النووي في جامعة كاليفورنيا في لوس أنجلوس وفي قسم الأبحاث في مستشفى فان نويس للمحاربين القدامى. حيث عملت عالمة كيمياء حيوية للأبحاث. نشرت هي وزوجها على نطاق واسع حول استخدام المميز الإشعاعي بالاقتران مع الاستشراب الورقي لدراسة مسارات الاستقلاب مع التطبيقات السريرية لمرضى السرطان الذين يتلقون العلاج الكيميائي. وعُيّنت أستاذًة للطب في كلية الطب بجامعة كاليفورنيا في لوس أنجلوس في عام 1967، وهي أول حائزة على دكتوراه تشغل هذا المنصب الذي يشغله تقليديًا الحاصلون على الدكتوراه في الطب (M. D. degree). في عام 1976، أصبحت فينك مساعدة عميد شؤون الطلاب ورئيس لجنة المنح والزمالات في جامعة كاليفورنيا، لوس أنجلوس.

## الجوائز والعضويات
كانت فينك عضوًا في عدد من الجمعيات المهنية والعلمية، بما في ذلك فاي بيتا كابا "Phi Beta Kappa"، وإيوتا سيجما باي "Iota Sigma Pi"، وسيجما كاي "Sigma Xi"، وجمعية البيولوجيا التجريبية والطب، والجمعية الأمريكية للكيميائيين البيولوجيين. وكانت هي التاسعة عشرة التي تحصل على جائزة امرأة العلوم في جامعة كاليفورنيا، لوس أنجلوس عام 1971. وقد اُختِيرت لتنال جائزة لوس أنجلوس تايمز امرأة العام في العلوم عام 1971.

## حياتها الشخصية
رُزِقت فينك وزوجها بابنتين. توفيت فينك بعد إصابتها بمرض السرطان في لوس أنجلوس عام 1989.